# Alpha Condé
Alpha Condé (Boké, 4 marzo 1938) è un politico guineano, Presidente della Guinea dal 21 dicembre 2010 al 5 settembre 2021, quando è stato deposto da un colpo di stato militare.

## Biografia
È stato docente di scienze politiche all'Università di Parigi e si è impegnato nell'opposizione al regime dittatoriale della propria nazione, tentando di sconfiggere alle elezioni presidenziali Lansana Conté nel 1993 e nel 1998. 
Nel novembre del 2010, per la prima volta dopo più di 50 anni, si sono svolte elezioni giudicate relativamente libere e trasparenti. Da queste elezioni è uscito vincitore Alpha Condé come leader del partito d'opposizione, che è quindi divenuto presidente e ha promesso riforme per il Paese.
Ben presto le prospettive di sviluppo sotto la presidenza di Alpha Condé sono svanite, il Paese è piombato in una crisi economica senza precedenti.
In Guinea non ci sono più strade percorribili a causa della totale assenza di manutenzione..
Il regime di Alpha Condé è diventato violento e sanguinario.
Ogni giorno si contano i morti nelle file delle opposizioni, uccisi sia dalla polizia sia dalle milizie Donzos, utilizzate dal presidente come armata privata..
Alpha Condé ha dichiarato più e più volte, pubblicamente e nella indifferenza della Comunità Internazionale, che non lascerà il potere al termine del secondo mandato. A fine 2020 il Paese è sull'orlo della guerra civile.
Con le elezioni del 22 marzo 2020 si verificano scontri sanguinosi in cui la popolazione vede reprimere le manifestazioni delle opposizioni. Lo stesso giorno si tiene un referendum costituzionale, a lungo sostenuto da Condé, il cui esito, ha consentito al presidente di candidarsi a un terzo mandato consecutivo ed essere riconfermato in seguito a contestate elezioni.
In seguito a detto referendum è iniziata una campagna di arresti arbitrari nelle file delle opposizioni  che ha portato all'arresto del presidente da parte del Luogotenente Michel Lamah in data 05/09/2021
Il 5 settembre 2021, a seguito del colpo di Stato guidato dal colonnello Mamady Doumbouya, viene deposto e arrestato dai militari.
Il 9 dicembre 2022, il Tesoro degli Stati Uniti ha pubblicato un elenco di oltre quaranta personalità oggetto di sanzioni per atti di corruzione e violazioni dei diritti umani. Tra gli obiettivi dell'Office of Foreign Assets Control (OFAC), l'organo di controllo finanziario del Dipartimento del Tesoro c'è Alpha Condé..